# شمال وارویک‌شر
شمال وارویک‌شر (به انگلیسی: North Warwickshire) یک non-metropolitan district در بریتانیا است که در وارویک‌شر واقع شده‌است.

## خصوصیات
شمال وارویک‌شر ۶۲٬۰۱۴ نفر جمعیت دارد.